# Járkov en los sellos postales

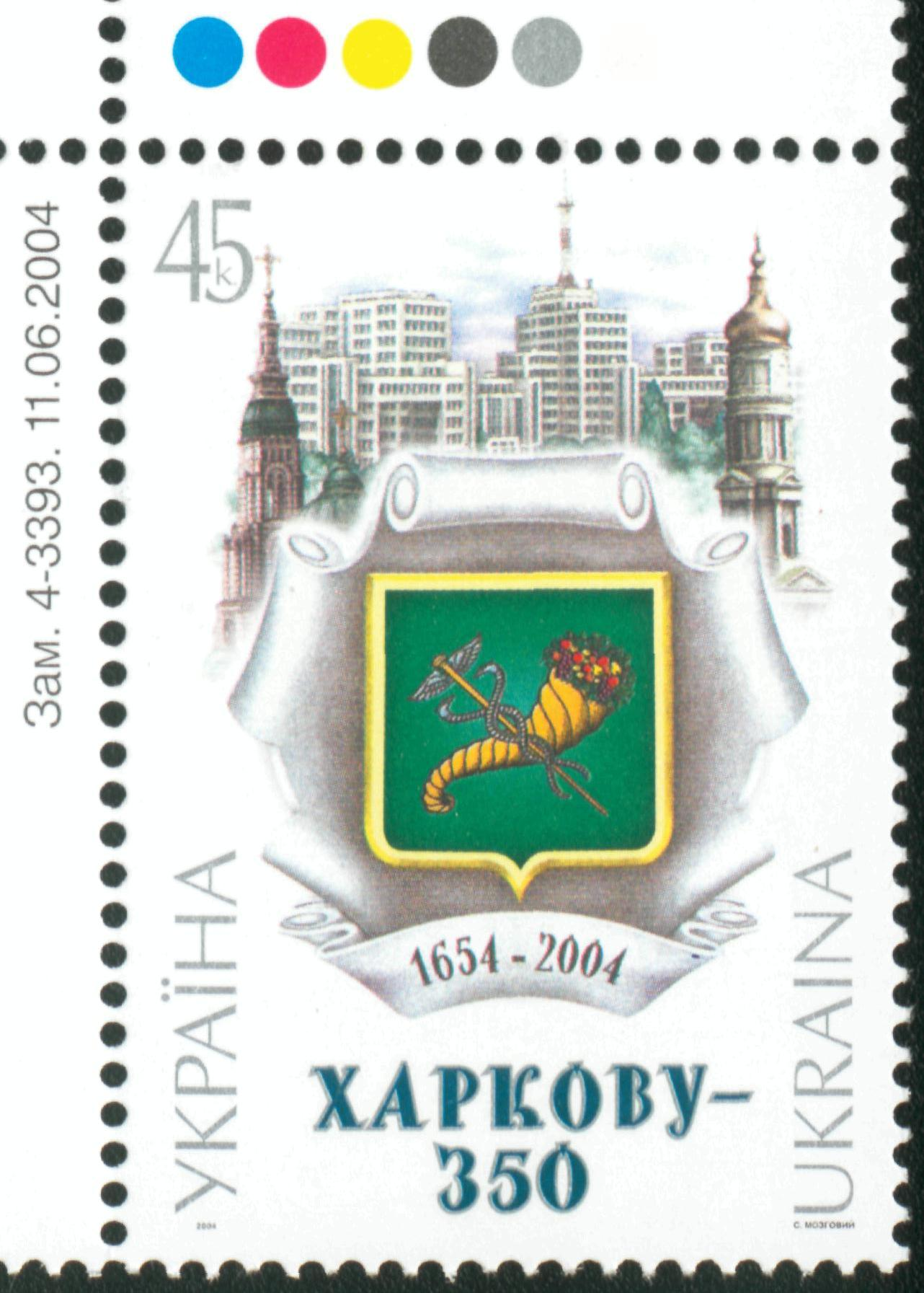
Járkov en un sello de Ucrania (2004)

La ciudad ucraniana Járkov y su historia se reflejan en los sellos postales y otros materiales filatélicos de la época prerrevolucionaria, de la Unión Soviética y de la independiente Ucrania. El correo de la URSS y la Ucrania emitierón sobres artísticos y estampillas, las postales con la estampilla original, cuyo temática se relaciona con Járkov. En 1992-1994 en la circulación postal de la ciudad se adaptó provisoriamente. A la colección los materiales a la temática de Járkov relacionan también diversos calendarios, cancelaciones particulares.

Estampillas
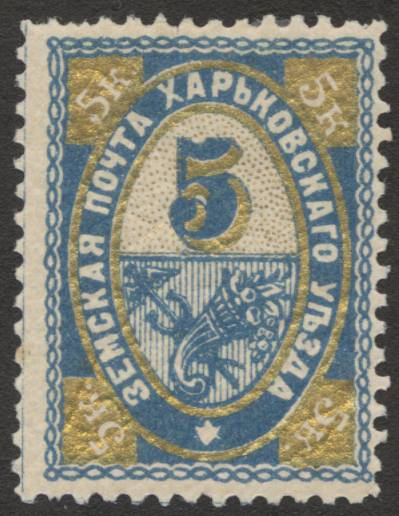
Sello zemstvo, Uyezd de Járkov, Imperio ruso (1896-1898)
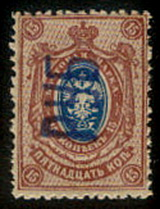
Provisoria de 1920 sobreimpresión en sello del Imperio Ruso
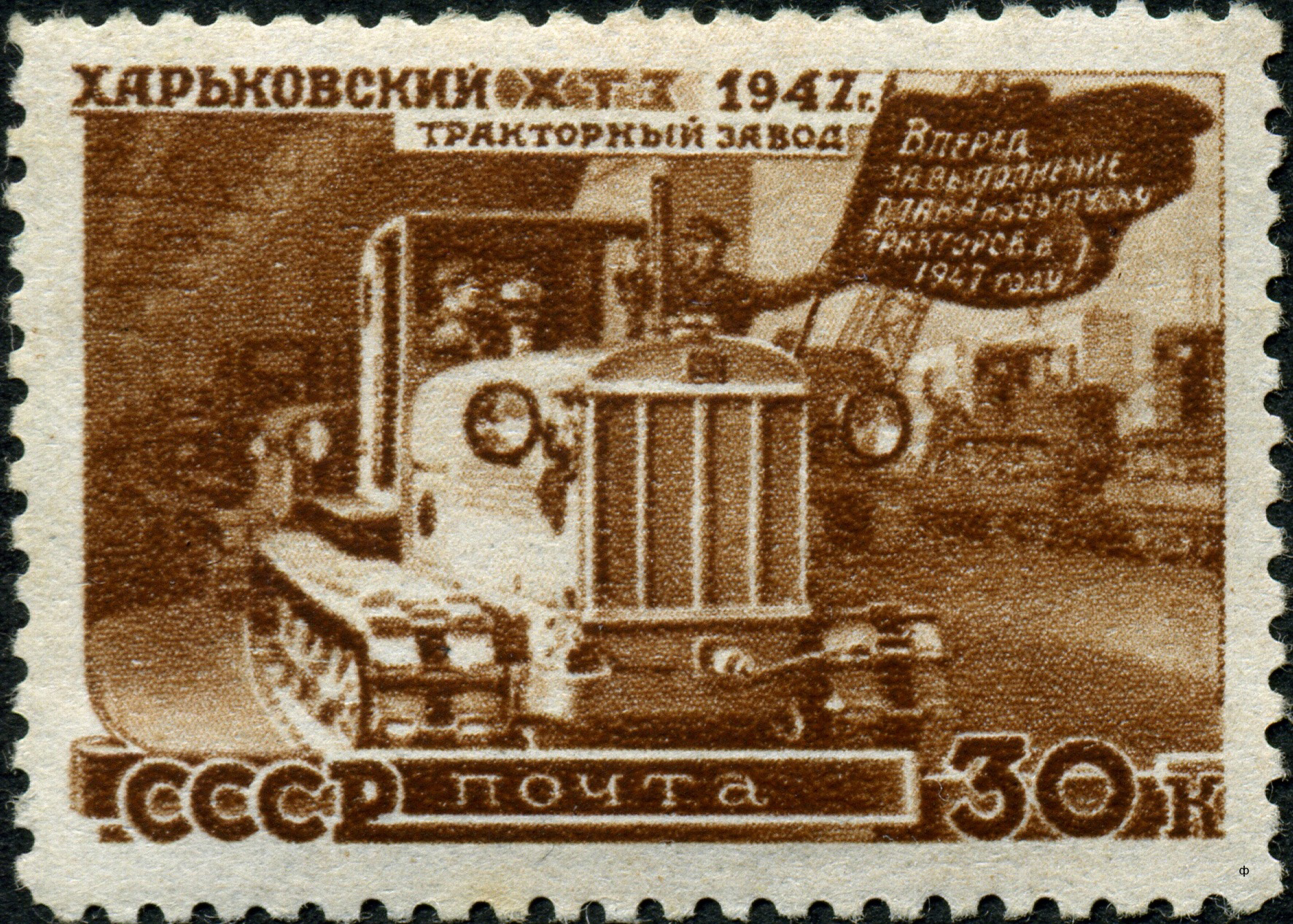
Restauración de la fabrica de tractores en Járkov (URSS, 1947)
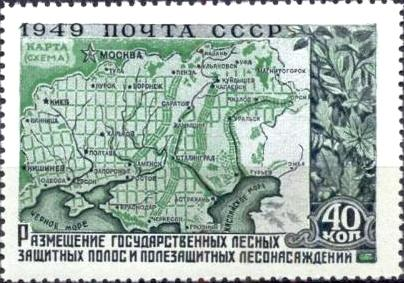
Áreas de protección forestal en sello de 1949
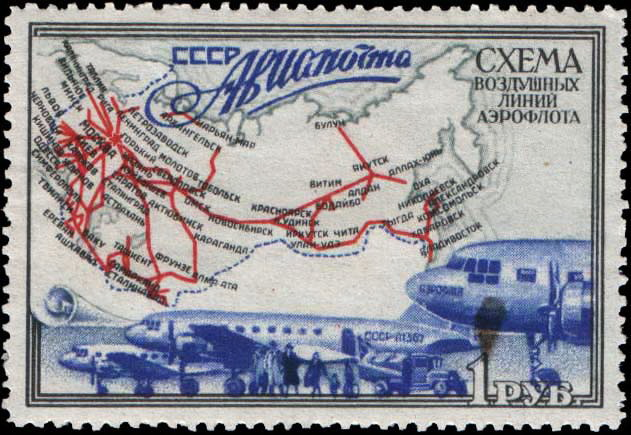
Rutas aéreas de Aeroflot (URSS, 1949)
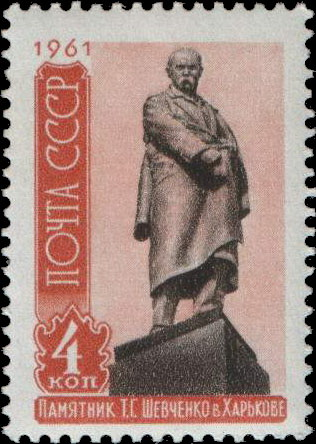
Monumento a Chevchenko en Járkov (URSS, 1961)
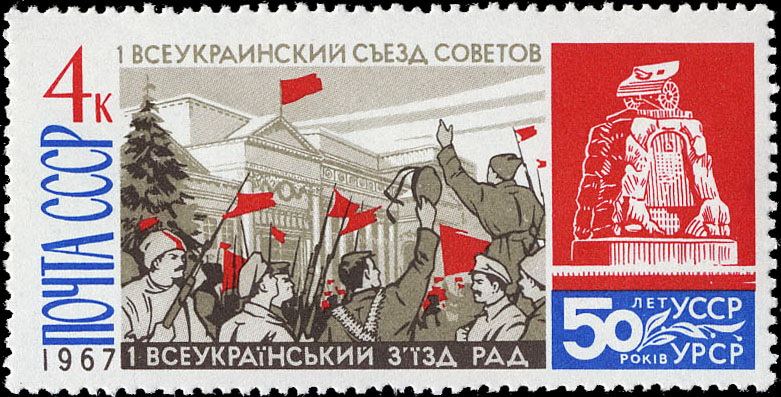
50 aniversario de los soviets de Todas la Ucrania (URSS, 1967)
60 años de los soviets en Ucrania (URSS, 1977)

Matasellos de Járkov
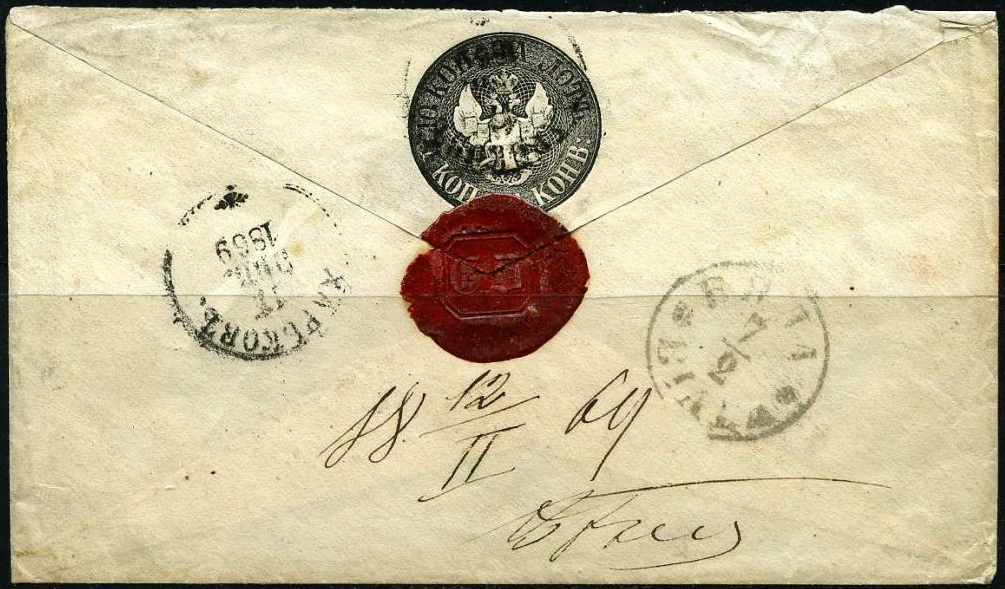
Sobre lacrado enviado en 1869
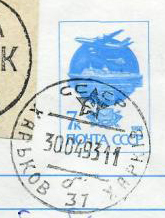
Matasello de 1993
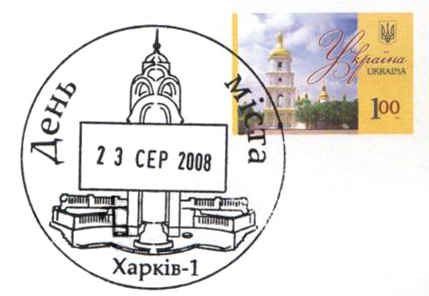
Ucrania, 2003